# Дискография Стефани Хван
Стефани Ён Хван (более известная как Тиффани, Тиффани Хван или Тиффани Ён) — американская певица, одна из ведущих вокалисток гёрл-группы Girls’ Generation. Её дискография включает в себя один мини-альбом, два видеоклипа, десять синглов (включая восемь в качестве приглашённого артиста) и двенадцать саундтреков. Сольный дебют состоялся в мае 2016 года с мини-альбомом I Just Wanna Dance.

## Альбомы

### Мини-альбомы
| Название                                                                     | Информация об альбоме                                                                               | Пиковая позиция в чартах | Пиковая позиция в чартах | Пиковая позиция в чартах | Пиковая позиция в чартах | Пиковая позиция в чартах | Продажи                    |
| Название                                                                     | Информация об альбоме                                                                               | KOR                      | JPN                      | TWN J-Pop                | US World                 | US Heat                  | Продажи                    |
| ---------------------------------------------------------------------------- | --------------------------------------------------------------------------------------------------- | ------------------------ | ------------------------ | ------------------------ | ------------------------ | ------------------------ | -------------------------- |
| I Just Wanna Dance                                                           | - Выпущен: 11 мая 2016 года - Лейбл: S.M. Entertainment, KT Music - Формат: CD, цифровая загрузка   | 3                        | 41                       | 1                        | 3                        | 10                       | - KOR: 66,549 - JPN: 4,281 |
| Lips on Lips                                                                 | - Релиз: 22 февраля, 2019 - Лэйбл: Transparent Arts - Формат: CD, digital download, streaming audio | 8                        | —                        | 9                        | 30                       | —                        | - KOR: 10,564 - US: 1,000  |
| "—" denotes releases that did not chart or were not released in that region. | |                          |                          |                          |                          |                          |                            |

## Синглы

### Как главный артист
| Название                                                                          | Год  | Пиковая позиция | Пиковая позиция | Продажи        | Альбом             |
| Название                                                                          | Год  | KOR             | US World        | Продажи        | Альбом             |
| --------------------------------------------------------------------------------- | ---- | --------------- | --------------- | -------------- | ------------------ |
| «I Just Wanna Dance»                                                              | 2016 | 10              | 5               | - KOR: 183,799 | I Just Wanna Dance |
| «Heartbreak Hotel» (совместно с Саймоном Домиником)                               | 2016 | 84              | —               | - KOR: 43,427  | Не сингл с альбома |
| "Over My Skin"                                                                    | 2018 | —               | —               | N/A            |                    |
| "Teach You"                                                                       | 2018 | —               | —               | N/A            |                    |
| "Peppermint"                                                                      | 2018 | —               | —               | N/A            |                    |
| "Born Again"                                                                      | 2019 | —               | —               | N/A            | Lips on Lips       |
| "Lips on Lips"                                                                    | 2019 | —               | —               | N/A            | Lips on Lips       |
| "Runaway" (feat. Babyface)                                                        | 2019 | —               | —               | N/A            | Lips on Lips       |
| "Magnetic Moon"                                                                   | 2019 | To be released  | To be released  | To be released | TBA                |
| "—" denotes a recording that did not chart or was not released in that territory. |      |                 |                 |                |                    |

### Коллаборации
| Название                                                                       | Год  | Пиковая позиция в чартах | Продажи (DL)    | Альбом                                  |
| Название                                                                       | Год  | KOR Gaon                 | Продажи (DL)    | Альбом                                  |
| ------------------------------------------------------------------------------ | ---- | ------------------------ | --------------- | --------------------------------------- |
| «Love Hate» (с Джессикой и Сохён)                                              | 2008 | —                        | н/д             | Не сингл с альбома                      |
| «Mabinogi» (с Джессикой и Сохён)                                               | 2008 | —                        | н/д             | Не сингл с альбома                      |
| «Cabi Song» (с Тэён, Джессикой, Санни, Юри, Сохён, Чансоном, Jun. K и Тэкёном) | 2010 | —                        | н/д             | Не сингл с альбома                      |
| «You Are A Miracle» (с разными артистами)                                      | 2013 | 32                       | - KOR: 53,496+  | 2013 SBS Gayo Daejun Friendship Project |
| «Talk About Love» (с различными артистами)                                     | 2014 | —                        | н/д             | Не сингл с альбома                      |
| «Shut Up» (как часть шоу «Онни – Гениальный успех»)                            | 2016 | 3                        | - KOR: 724,088+ | Не сингл с альбома                      |
| «—» означает, что релиз не попал в чарт.                                       |      |                          |                 |                                         |

### Как приглашённый артист
| Название                                                           | Год  | Пиковая позиция в чартах | Продажи (DL) | Album               |
| Название                                                           | Год  | KOR Gaon                 | Продажи (DL) | Album               |
| ------------------------------------------------------------------ | ---- | ------------------------ | ------------ | ------------------- |
| «The Secret» (Ким Дон Ван совместно с Тиффани)                     | 2008 | —                        | н/д          | The Secret          |
| «A Girl, Meets Love» (K.Will совместно с Тиффани)                  | 2009 | —                        | н/д          | "Dropping the Tears |
| «Feeling Only You» (The Blue совместно с Тиффани и Суён)           | 2009 | —                        | н/д          | The First Memories  |
| «QnA» (Хан Хи Чжун совместно с Тиффани)                            | 2015 | 158                      | н/д          | Не сингл с альбома  |
| «Don’t Speak» (Far East Movement совместно с Тиффани и King Chain) | 2016 | —                        | н/д          | Identity            |
| «—» означает, что релиз не попал в чарт.                           |      |                          |              |                     |

## Саундтреки
| Название                                             | Год  | Пиковая позиция | Пиковая позиция | Продажи        | Альбом (саундтрек)                        |
| Название                                             | Год  | KOR Gaon        | KOR Hot 100     | Продажи        | Альбом (саундтрек)                        |
| ---------------------------------------------------- | ---- | --------------- | --------------- | -------------- | ----------------------------------------- |
| «Touch the Sky» (с Тэён, Джессикой, Санни и Сохён)   | 2007 | —               | —               | н/д            | Thirty Thousand Miles in Search of My Son |
| «The Little Boat» (с Тэён, Джессикой, Санни и Сохён) | 2008 | —               | —               | н/д            | Hong Gildong                              |
| «By Myself»                                          | 2009 | —               | —               | н/д            | Ja Myung Go                               |
| «Motion» (с Тэён, Джессикой, Санни и Сохён)          | 2009 | —               | —               | н/д            | Heading to the Ground                     |
| «Ring»                                               | 2010 | 26              | —               | н/д            | Haru                                      |
| «Haechi» (с Тэён, Джессикой, Санни и Сохён)          | 2010 | —               | —               | н/д            | My Friend Haechi                          |
| «Because It’s You»                                   | 2012 | 42              | 40              | - KOR: 95,908  | Love Rain                                 |
| «Rise and Shine» (с Кюхёном)                         | 2012 | 37              | 34              | - KOR: 140,294 | To the Beautiful You                      |
| «One Step Closer»                                    | 2013 | 39              | 46              | - KOR: 100,049 | All About My Romance                      |
| «Cheap Creeper» (с Тэён, Джессикой, Санни и Сохён)   | 2014 | —               | —               | н/д            | Make Your Move                            |
| «Good Life» (с Генри)                                | 2014 | —               | —               | н/д            | Final Recipe                              |
| «Only One»                                           | 2015 | 90              | —               | - KOR: 18,141  | Blood                                     |
| «—» означает, что релиз не попал в чарт.             |      |                 |                 |                |                                           |

## Другие песни, попавшие в чарты
| Название                                 | Год  | Пиковая позиция в чартах | Пиковая позиция в чартах | Пиковая позиция в чартах | Продажи        | Альбом             |
| Название                                 | Год  | KOR Gaon                 | KOR Hot 100              | US World                 | Продажи        | Альбом             |
| ---------------------------------------- | ---- | ------------------------ | ------------------------ | ------------------------ | -------------- | ------------------ |
| «Talk to Me» (с Джессикой)               | 2010 | 28                       | —                        | —                        | н/д            | Oh!                |
| «Lost in Love» (с Тэён)                  | 2013 | 30                       | 45                       | —                        | - KOR: 172,408 | I Got a Boy        |
| «Talk»                                   | 2016 | 79                       | —                        | —                        | - KOR: 31,097  | I Just Wanna Dance |
| «Fool»                                   | 2016 | 116                      | —                        | —                        | - KOR: 21,604  | I Just Wanna Dance |
| «What Do I Do»                           | 2016 | 113                      | —                        | —                        | - KOR: 22,337  | I Just Wanna Dance |
| «Yellow Light»                           | 2016 | 135                      | —                        | —                        | - KOR: 19,865  | I Just Wanna Dance |
| «Once in A Lifetime»                     | 2016 | 126                      | —                        | —                        | - KOR: 21,636  | I Just Wanna Dance |
| «What Do I Do» (Английская версия)       | 2016 | —                        | —                        | 14                       | н/д            | I Just Wanna Dance |
| «—» означает, что релиз не попал в чарт. |      |                          |                          |                          |                |                    |

## Видеоклипы
| Название                                                 | Год                | Режиссёр           |
| Как главный артист                                       | Как главный артист | Как главный артист |
| -------------------------------------------------------- | ------------------ | ------------------ |
| «I Just Wanna Dance»                                     | 2016               | Неизвестно         |
| «Heartbreak Hotel» (с Саймоном Домиником)                | 2016               | Неизвестно         |
| «Remember Me»                                            | 2018               | Неизвестно         |
| Как приглашённый артист                                  |                    |                    |
| «Don’t Speak» (Far East Movement с Тиффани и King Chain) | 2016               | Rigend Film        |